# Enrique Eguía Seguí
Enrique Eguía Seguí (* 9. Dezember 1962 in Buenos Aires) ist ein argentinischer römisch-katholischer Geistlicher und ernannter Prälat von Deán Funes.

## Leben
Enrique Eguía Seguí empfing am 3. Dezember 1988 das Sakrament der Priesterweihe.
Am 4. September 2008 ernannte ihn Papst Benedikt XVI. zum Titularbischof von Cissi und bestellte ihn zum Weihbischof in Buenos Aires. Der Erzbischof von Buenos Aires, Jorge Mario Kardinal Bergoglio SJ, spendete ihm am 11. Oktober desselben Jahres die Bischofsweihe; Mitkonsekratoren waren der Weihbischof in Buenos Aires, Óscar Vicente Ojea Quintana, und der Bischof von Rafaela, Carlos María Franzini.
Papst Franziskus ernannte ihn am 28. Oktober 2023 zum Prälaten von Deán Funes.